# 女真文
女真文（女真文： /dʒu-ʃə bitxə/）是女真族曾用来记录女真语的文字。女真语属滿-通古斯语系南通古斯语族。
女真语名词有10个格，有音节式、辅音式两种复数后缀。女真字結構簡單，筆畫有橫、直、點、撇、捺等。書寫方式自上而下，由右向左換行。女真字制定後，成為金朝官方通行文字，對金朝社會文化的發展意義甚鉅。
永乐年间四夷馆编写的《华夷译语》有女真馆杂字和来文，是研究女真文最主要的参考资料。1413年树立的永宁寺碑是现存唯一金朝灭亡之后的女真文碑刻，在黑龙江下游今俄罗斯哈巴罗夫斯克边疆区乌利奇斯基区特林附近。在中国大陆地区之外，还在原金朝统治的其他区域发现女真文的石碑以及书册，包括俄罗斯、朝鲜和蒙古国。

## 使用
女真文创制于12世纪金朝建立後不久，与汉字同为官方文字，有大字、小字的寫法。元灭金朝后，金朝人民，包括女真族，被蒙古人划分为汉人，几乎已经不再使用女真文字。
明朝初年在东北地区的女真族中还有少量使用，后期女真文已经消亡。后金创制的满文来源于蒙古文，而蒙古文又可追溯至回鹘文、粟特文、亞蘭文、腓尼基字母、古埃及圣书体，和女真文属于不同的文字系统。

## 碑文
現存女真大字石刻共計12件，其中11件屬金代、1件屬明代。
| 碑名                             | 日期                                                                | 位置 | 備註                     |
| -------------------------------- | ------------------------------------------------------------------- | --- | ------------------------ |
| 《慶源郡女真大字碑》             | 金熙宗天眷元年至皇統元年 （1138年至1141年农历七月二十六日）         | 原立于今朝鲜咸镜北道庆源郡 现收藏于韩国首尔國立中央博物館                                                       |                          |
| 《海龍女真大字石刻》             | 金世宗大定七年 （1167年农历三月某日）                               | | 别称《海龙女真国书摩崖》 |
| 《大金得勝陀頌碑》               | 金世宗大定二十五年 （1185年农历七月二十八日）                       | |                          |
| 《昭勇大將軍同知雄州節度使墓碑》 | 金世宗大定二十六年 （1186年农历四月二十六日）                       | |                          |
| 《金上京女真大字勸學碑》         | 约金世宗時期                                                        | |                          |
| 《蒙古九峰石壁女真大字石刻》     | 金章宗明昌七年1196年农历六月某日                                    | 立於今蒙古国肯特省九峰石壁                                                                                      |                          |
| 《奧屯良弼詩石刻》               | 约金章宗承安五年 （1200年）                                         | |                          |
| 《奧屯良弼餞飲碑》               | 金衛紹王大安二年 （1210年农历七月二十日）                           | |                          |
| 《北青女真大字石刻》             | 金宣宗興定二年或金海陵王正隆三年 （1218年农历七月二十六日或1158年） | 原立于今朝鲜咸镜南道北青郡                                                                                      | 有拓片，现石碑下落不明   |
| 《女真進士題名碑》               | 金哀宗正大元年 （1224年农历六月十五日）                             | |                          |
| 《希里札剌謀克孛菫女真大字石函》 | 约金代中晩期                                                        | |                          |
| 《永寧寺記碑》                   | 明成祖永樂十一年 （1413年农历九月二十二日）                         | 原立于今俄罗斯哈巴罗夫斯克边疆区乌利奇斯基区特林地方特林 现收藏于俄罗斯滨海边疆区符拉迪沃斯托克阿尔谢涅夫博物馆 |                          |

以上12件石碑刻文均被金光平、金启孮和乌拉熙春三代女真文研究学者完整释译。

## 脚注
1. ↑  金启孮，女真文辞典，文物出版社1984年出版，第31页
2. ↑  《金史》卷73：金人初無文字，國勢日強，與鄰國交好，乃用契丹字。太祖命希尹撰本國字，備制度。希尹乃依仿漢人楷字，因契丹字制度，合本國語，制女直字。天輔三年八月，字書成，太祖大悅，命頒行之。賜希尹馬一匹、衣一襲。其後熙宗亦制女直字，與希尹所制字俱行用。希尹所撰謂之女直大字，熙宗所撰謂之小字。
3. ↑  刊于《女真语言文字研究》(文物出版社,1980年)、《立命馆言语文化研究》、《爱新觉罗乌拉熙春女真契丹学研究》(松香堂,2009年)、《立命馆文学》、《女真语言文字新研究》(明善堂,2002年)、《东亚文史论丛》、《明代の女真人──『女真訳語』から『永寧寺記碑』へ》(京都大学学术出版会，2009年)、《韓半島から眺めた契丹・女真》(京都大学学术出版会,2011年)等专著和学术刊物当中。

## 外部連結
- Jurchen Studies（页面存档备份，存于）
- 女真文编码提案（页面存档备份，存于）
- 互联网档案馆载金國文字網站
- Jason Glavy女真文字体和字表
- Jurchen Script（页面存档备份，存于） on Omniglot
- 《女真文辞典》索引（页面存档备份，存于）
- 女真文字研究与爱新觉罗家学（页面存档备份，存于）
- 二十世紀女真語言文字研究論著目錄（页面存档备份，存于）